# Peter Barthel
Pieter Dirk Barthel (°1952) is een Nederlandse sterrenkundige. 

## Levensloop
Hij verdedigde in 1984 zijn proefschrift (Radio Structure in Quasars) aan de Universiteit Leiden (begeleiders waren 
Harry van der Laan, George K. Miley, en R.T. Schilizzi). Hij zette zijn onderzoek voort in de VS aan het California Institute of Technology en kwam in 1988 terug naar Nederland.
Barthel was van 1988 tot 2018 werkzaam aan het Kapteyn Instituut van de universiteit Groningen, eerst als senior-onderzoeker vanwege de KNAW, vervolgens als universitair (hoofd)docent en sinds 2004 als hoogleraar. Van 2006 tot 2011 was hij adjunct-directeur en directeur van onderwijs van het Kapteyn Instituut. Vanaf de oprichting in 2005 tot 2018 was hij rector van de RUG Scholierenacademie (Pre-University Academy). In 2018 ging hij met emeritaat.
Barthel is actief lid van het wetenschapsteam van de Ruimtetelescoop Herschel. Tevens is hij lid van vier commissies van de Internationale Astronomische Unie (IAU): C28 (sterrenstelsels), C40 (radioastronomie), C46 (onderwijs) en C47 (kosmologie).
Hij onderzoekt de oorsprong, evolutie en interrelatie van quasars en actieve sterrenstelsels en de symbiose van actieve sterrenstelsels en starburststelsels. Daarnaast heeft hij grote affiniteit met wetenschapscommunicatie en -educatie. 
Barthel leidde het team dat in 2008 de Academische Jaarprijs voor wetenschapscommunicatie won. In 2013 won hij een Willem de Graaffprijs voor zijn werk op gebied van wetenschapscommunicatie.
Planetoïde (20068) Peterbarthel is naar hem vernoemd. 